# Stephenville (Kanada)
Stephenville – miasto w Kanadzie, w prowincji Nowa Fundlandia i Labrador. W 2006 r. miasto to na powierzchni 35,69 km² zamieszkiwało 6 588 osób.